# Sophie Pujas
Sophie Pujas est une écrivaine, journaliste et scénariste française née à Paris.

## Biographie
Pujas est autrice de romans et de livres illustrés, scénariste et journaliste. C'est une spécialiste du street art. Elle habite à Paris.

## Publications
- Chefs-d'oeuves disparus, Hoebeke, 2024.
- Le rire urbain, Alternatives, 2023.
- Les homards sont immortels, Flammarion, 2022.
- Journaux intimes : écrire la vie, avec Nicolas Malais, Hoebeke, 2021
- Street art : bestiaire urbain, Tana éditions, 2018
- Le Sourire de Gary Cooper, Gallimard, 2017
- Dédé le dodo, Magali Ben (illustration), Alice Jeunesse, 2017
- Murs, gravures : Anick Butré, APPAR, 2017
- Pirates ! : l'art du détournement culturel, Tana éditions, 2017
- Ce qu'il reste de nuit : Lokiss, un portrait, Buchet/Chastel, 2016
- Street art : jeux éphémères, Tana éditions, 2016
- Street art : poésie urbaine, Tana éditions, 2015
- Maraudes : récit, Gallimard, 2015
- Z. M., postface de Jean Clair, Gallimard, 2013[2]